# Cladocephalus
Cladocephalus é um género de algas, pertencente à família Udoteaceae.

## Espécies
- Cladocephalus excentricus
- Cladocephalus luteofuscus
- Cladocephalus scoparius